# Römisch-katholische Kirche in Chile

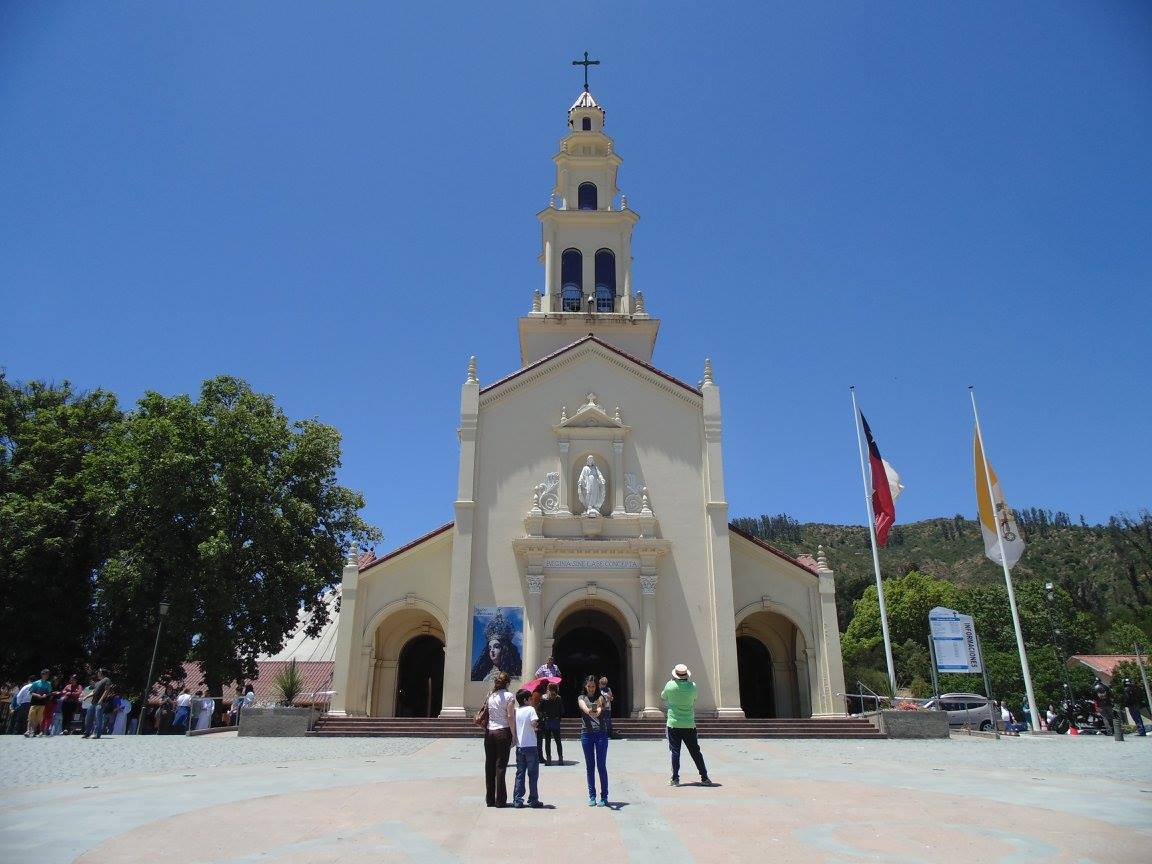
Das Heiligtum Lo Vásquez in Casablanca, einer der größten katholischen Wallfahrtsorte Chiles.

Die römisch-katholische Kirche in Chile ist Teil der weltweiten römisch-katholischen Kirche. Sie übte historisch einen wichtigen Einfluss auf das soziale und politische Leben des Landes aus, das bis heute die Mehrheitsreligion in Chile ist. 
Die Zahl der Gläubigen ist in den letzten Jahrzehnten stetig gesunken: Im Jahre 1995 gaben noch 74 % der Chilenen an, katholisch zu sein, 2002 waren es 70 %, 2007 noch 66 % und 2021 nur noch 42 %. Auch der Anteil der Katholiken an der Bevölkerung ist gesunken (siehe auch Chile#Bevölkerung und Chile#Religion).

## Geschichte
Am 11. November 1520 wurde während der Magellan-Elcano-Expedition die erste Heilige Messe auf dem heutigen chilenischen Territorium gefeiert. 1541 wurde Santiago de Chile gegründet. Am 27. Juni 1561 errichtete Papst Pius IV. aus Gebietsabtretungen des Erzbistums Lima und Bistums La Plata o Charcas das Bistum Santiago de Chile. Concepción wurde 1550 gegründet und am 22. März 1563 wurde das zweitälteste Bistum in Chile errichtet: das Bistum Concepción (seit 1939 Erzbistum).

Chile war bis ins 19. Jahrhundert hinein eine Kolonie Spaniens. Erst zu Beginn des 20. Jahrhunderts entstand eine eigenständige Kirchenstruktur. Es gab noch lange eine Abhängigkeit von europäischen Missionaren.
Die römisch-katholische Kirche war von 1561 bis 1925 (als die Trennung von Kirche und Staat stattfand) die einzige offizielle Kirche Chiles.
Nach zahlreichen Fällen sexuellen Missbrauchs boten am 18. Mai 2018 alle chilenischen Bischöfe, insgesamt mehr als 30, Papst Franziskus ihren Amtsverzicht an. Erstmals in der katholischen Kirchengeschichte reichte damit eine gesamte Bischofskonferenz ihren Rücktritt ein. Im Juni 2018 nahm der Papst die Rücktritte der Bischöfe Gonzalo Duarte García de Cortázar, Juan Barros Madrid und Cristián Caro Cordero an. Außer dem 61-jährigen Barros hatten die Bischöfe bereits die Pensionsaltersgrenze von 75 Jahren erreicht. Ende Juni 2018 nahm der Papst auch die Rücktrittsangebote der Bischöfe Alejandro Goić Karmelić im Bistum Rancagua und Horacio del Carmen Valenzuela Abarca im Bistum Talca an.
Es gab zwei Papstbesuche, die gleichzeitig Staatsbesuche waren: der erste war der Besuch von Papst Johannes Paul II. vom 1. bis zum 6. April 1987; der zweite war vom 15. bis zum 18. Januar 2018 von Papst Franziskus.

## Organisation
Die römisch-katholische Kirche in Chile zählt 26 Bistümer in 5 Kirchenprovinzen. 2010 gab es in 920 Pfarreien 1156 Diözesan- und 1155 Ordenspriester, unterstützt von 5559 Ordensschwestern.
Vorsitzender der chilenischen Bischofskonferenz ist seit 2016 Santiago Silva Retamales, Bischof von Valdivia. Apostolischer Nuntius ist seit März 2025 Erzbischof Kurian Mathew Vayalunkal.
- Erzbistum Antofagasta
  - Bistum San Marcos de Arica
  - Bistum Iquique

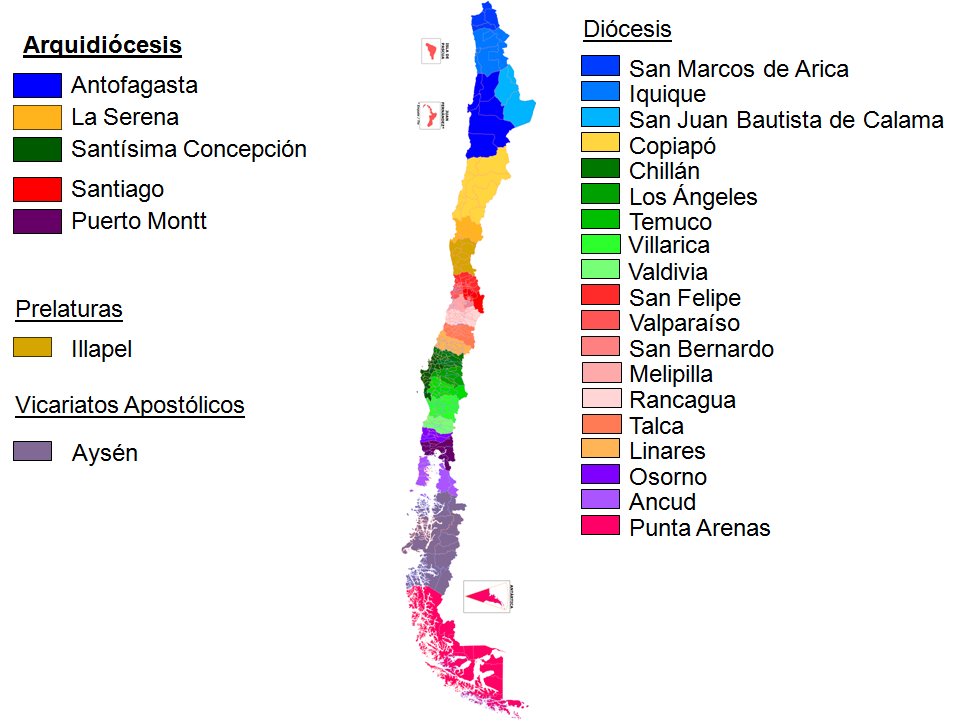

  - Bistum San Juan Bautista de Calama
- Erzbistum Concepción
  - Bistum San Bartolomé de Chillán
  - Bistum Los Ángeles
  - Bistum Temuco
  - Bistum Valdivia
  - Bistum Villarrica
- Erzbistum La Serena
  - Bistum Copiapó
  - Territorialprälatur Illapel
- Erzbistum Puerto Montt
  - Bistum Osorno
  - Bistum Punta Arenas
  - Bistum San Carlos de Ancud
- Erzbistum Santiago
  - Bistum Linares
  - Bistum Melipilla
  - Bistum Rancagua
  - Bistum San Bernardo
  - Bistum San Felipe
  - Bistum Talca
  - Bistum Valparaíso
- Immediat:
  - Apostolisches Vikariat Aysén
  - Chilenisches Militärordinariat

## Bedeutende Kirchen
Die Hauptkirche des Landes in hierarchischer Ordnung ist die Metropolitankathedrale von Santiago. Die mit einem 90 Meter hohen Turm höchste Kirche ist die Votivkirche von Maipú.

## Deutschsprachige Kirchengemeinde
In der Kommune Providencia, Santiago de Chile, befindet sich die Deutschsprachige Gemeinde St. Michael, die katholische deutschsprachige Pfarrei der Landeshauptstadt.